# Балаир (Тюменская область)
Балаир — деревня в Абатском районе Тюменской области России. Входит в состав Ленинского сельского поселения.

## География
Деревня находится в юго-восточной части Тюменской области, в лесостепной зоне, в пределах Ишимской равнины, на левом берегу реки Балаир (приток Ишима), на расстоянии примерно 21 километра (по прямой) к югу от села Абатское, административного центра района. Абсолютная высота — 115 метров над уровнем моря.

### Часовой пояс
Балаир, как и вся Тюменская область, находится в часовой зоне МСК+2. Смещение применяемого времени относительно UTC составляет +5:00.

## Население
| 1989 | 2002 | 2010 |
| ---- | ---- | ---- |
| 157  | ↘149 | ↘105 |

Гендерный состав
По данным Всероссийской переписи населения 2010 года в гендерной структуре населения мужчины составляли 44,8 %, женщины — соответственно 55,2 %.
Национальный состав
Согласно результатам переписи 2002 года, в национальной структуре населения русские составляли 90 % из 149 чел.

## Инфраструктура
В деревне функционируют сельский клуб и фельдшерско-акушерский пункт.

## Улицы
Уличная сеть деревни состоит из двух улиц и одного переулка.